# 波爾斯卡瓦河
46°22′N 15°53′E / 46.367°N 15.883°E
波爾斯卡瓦河，是斯洛文尼亞的河流，處於下施蒂利亞地區，河道全長40公里，發源自波霍列山脈，最終與德拉維尼亞河匯流。